# Ø
Ø, (versal: Ø, gemen: ø), vardagligt danskt/norskt ö, stundom stunget o/ö (se stungna bokstäver), är en bokstav i bland annat flera nordiska språk, där den motsvarar (och uttalas ungefär som) svenskans Ö. Ursprungligen rör det sig om en ligatur av tecknen o och e (Œ) vilken senare ersatts av ett genomstruket o. Bokstaven placeras näst sist i det dansk-norska alfabetet (på sista plats kommer Å) och sist i det färöiska alfabetet (som inte har Å). 
Mediespråksgruppen rekommenderar att Æ och Ø skrivs så i utländska namn i svensk text. Dock bryter TT medvetet mot detta och ändrar till Ä och Ö i sina artiklar och rapporter, eftersom en del tidningar inte har tekniskt stöd för Æ och Ø samt för att Æ och Ø inte stöds av alla tangentbord.

## Användning
I danska, norska, färöiska och norsk ortografi för sydsamiska används ø för mellansluten främre rundad vokal, eller ”ö-ljud”.
Tecknet används även i bland annat det tanzaniska språket hadza och det kongolesiska språket Lendu.

## Datoranvändning

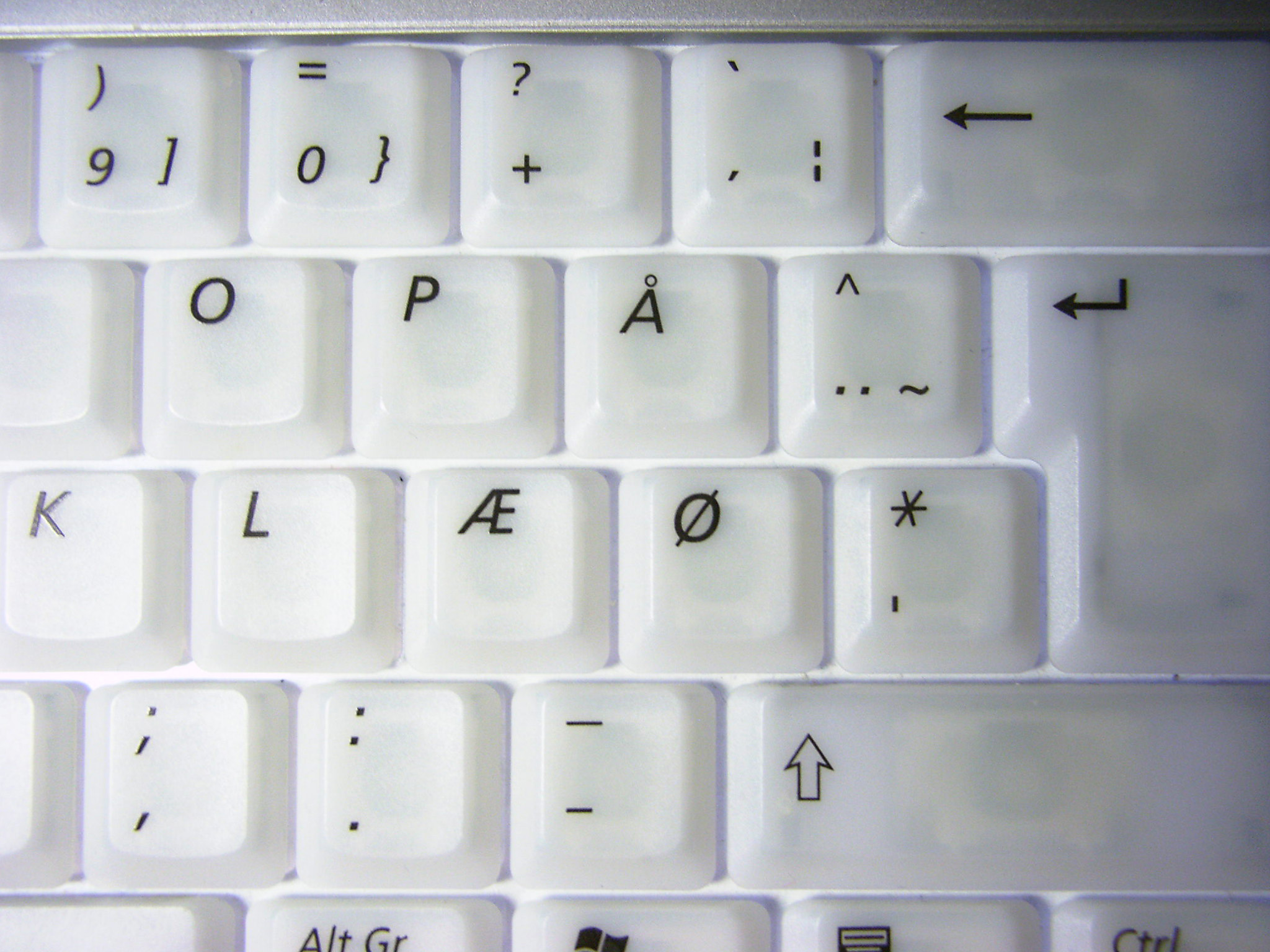
Danskt tangetbord med ø.

I Windows med svenskt tangentbord får man gement ø genom att hålla vänster Alt-tangent nere samtidigt som man skriver 0248 med siffertangenterna till höger. För versalt Ø skriver man 0216. Ställer man in tangentbordet på layouten svensk med samiska språk, får man lättare tillgång till ø genom att trycka på AltGr + ö.
I Mac OS med svensk tangentbord får man gement ø via tangentkombinationen Alt+ö, och versalt Ø genom att även trycka ner Shift. Har man brittisk-engelskt eller amerikanskt tangentbord, är tangentkombinationerna Alt+o respektive Alt+Shift+o.
I Linux, med X Window System, och svensk tangentbordsinställning får man gement ø med tangentkombinationen Alt Gr+ö, och versalt Ø genom att även hålla ned shifttangenten. Med brittisk-engelskt eller amerikanskt tangentbord är motsvarande tangentkombinationer Alt Gr+o. I modmap- och xkb-filer heter symbolerna oslash (för ø) och Oslash (för Ø).
I ISO-8859-1 kodas 'Ø' och 'ø' med 216 respektive 248 (D8 och F8 hexadecimalt). I Unicode har symbolerna kodpunkterna U+00D8 och U+00F8, och namnen är "Latin capital/small letter O with stroke". I HTML-kod kan man ange symbolerna med entiteterna &Oslash; och &oslash;.
Ø med accent (Ǿ/ǿ) har kodpunkt U+01FE/U+01FF, och de liknande symbolerna ∅ (tomma mängden) U+2205, ⌀ (diameter) U+2300.

### Teckenkodningar
| Tecken | Unicode Kodning | Unicode Beskrivning                | Beskrivning                                  | HTML hexadecimalt | HTML decimalt | HTML namn |
| ------ | --------------- | ---------------------------------- | -------------------------------------------- | ----------------- | ------------- | --------- |
| Ø      | U+00D8          | Latin capital letter O with stroke | Latinsk bokstav O med genomgående snedstreck | &#x00D8;          | &#216;        | &Oslash;  |
| ø      | U+00F8          | Latin small letter o with stroke   | Latinsk bokstav o med genomgående snedstreck | &#x00F8;          | &#248;        | &oslash;  |
| ⌀      | U+2300          | Diameter sign                      | Diametertecken                               | &#x2300;          | &#8960;       |           |
| ∅      | U+2205          | Empty set                          | Tecken för tomma mängden                     | &#x2205;          | &#8709;       | &empty;   |

## Andra användningsområden
Inom matematiken betyder ∅ den tomma mängden. Denna symbol ska vara en cirkel med diagonalt streck, medan den danska bokstaven brukar vara en oval med snedstreck.
Inom mekanik brukar ⌀ beteckna diameter. Detta är också en cirkel med diagonalt streck men oftast mindre än tomma mängden-symbolen.
På danska förekommer Ǿ (Ø med accent), i ord som till exempel gǿr. Oftast skrivs dock ø istället.
I populärkulturella sammanhang används ø stundtals i dekorativt syfte, i exempelvis bandnamn, ungefär som heavy metal-prickar.
I tekniska sammanhang förekommer en nolla med snedstreck(en) som alternativt utseende för att skilja den från bokstaven O. Den liknar då Ø.